# Emil Sernbo
Emil Karl Eskil Sernbo, född 5 juni 1976, är en svensk journalist. Han var 2001 en av grundarna och tillsammans med Per Adolfsson en av två chefredaktörer för tidningen Faktum, en tidning om hemlöshet i Göteborg.